# Esteve Bassols Montserrat
Esteve Bassols Montserrat (Barcelona, 1923 - 27 de juny de 1986) fou un locutor de ràdio i polític català.
Llicenciat en dret per la Universitat de Barcelona va començar com a locutor a Radio Nacional de España fent els programes de cinema Cine forum i El espectador sincero amb Jordi Torras i Comamala. El 1951 fou nomenat delegat de Serveis de Règim Interior i Relacions Públiques de l'ajuntament de Barcelona, i de 1961 a 1969 fou delegat de serveis de Relacions Públiques i Turisme de Barcelona. Aprofità el seu càrrec per liderar l'obertura de la ciutat a l'exterior i popularitzar l'eslògan Barcelona, ciudad de ferias y congresos. Molt vinculat a la Fira de Barcelona, fou un dels promotors de Sonimag. El 1965 fou nomenat "Barcelonés del año" i el 1969 va rebre un dels Premis Ondas 1969,
El 8 de novembre de 1969 va ser cridat a Madrid pel ministre Alfredo Sánchez Bella per convertir-se en director general de Promoció Turística, càrrec que va ocupar fins al 28 de juny de 1973. Posteriorment fou secretari general de la Federació Espanyola de Centres d'Iniciatives i Turisme, gerent del Centre d'Iniciatives i Turisme de Barcelona, president de l'Agrupació Espanyola de Relacions Públiques, professor de l'Escola Superior de Relacions Públiques i president del comitè directiu d'aquesta, així com president de la Federació Europea de Ciutats de Congressos. Els darrers anys fou vicepresident de l'Institut Català de Cooperació Iberoamericana.